# فوسكيتاس (آراغاتسوتن)
مدينة فوسكيتاس (بالإنجليزية: Vosketas)‏ هي إحدى المدن التابعة لمقاطعة آراغاتسوتن في أرمينيا. يقدر عدد سكانها بـ 635 نسمة حسب الإحصاء الذي جرى عام 2011.